# Amparo (Vorname)
Amparo (deutsch: „Schutz, Zuflucht“) ist ein spanischer weiblicher Vorname.

## Namensträgerinnen
- Amparo Acker-Palmer (* 1968), Co-Direktorin des Studiengangs Neuroscience an der Goethe-Universität Frankfurt
- Amparo Ángel, kolumbianische Pianistin und Komponistin
- Amparo Dávila (1928–2020), mexikanische Schriftstellerin und Dichterin
- Amparo Lim (* 1969), philippinische Badmintonspielerin
- Amparo Montes (1925–2002), mexikanische Bolero-Sängerin
- Amparo Muñoz (1954–2011), spanische Schauspielerin
- Amparo Ochoa (1946–1994), mexikanische Sängerin
- Amparo Peiró (* 19??), spanische Politikerin
- Amparo Poch y Gascón (1902–1968), spanische Medizinerin, Autorin, Anarchistin und Syndikalistin
- Amparo Rivelles (1925–2013), spanische Schauspielerin
- Amparo Sánchez (* 1969), spanische Sängerin